# Meum atlanticum
Meum atlanticum är en flockblommig växtart som beskrevs av Ernest Saint-Charles Cosson. Meum atlanticum ingår i släktet björnrötter, och familjen flockblommiga växter. Inga underarter finns listade i Catalogue of Life.